# آن-ماری داف
آن-ماری داف (به انگلیسی: Anne-Marie Duff) (زاده ۸ اکتبر ۱۹۷۰) بازیگر انگلیسی است.

## گزیده فیلم‌شناسی

### فیلم
- معما (۲۰۰۱)
- خواهران مگدالن (۲۰۰۲)
- یادداشت‌هایی بر یک رسوایی (۲۰۰۶)
- آخرین ایستگاه (۲۰۰۹)
- پیش از آنکه بخوابم (۲۰۱۴)
- حق رای (۲۰۱۵)

### مجموعه تلویزیونی
- راه و رسم زندگی ما (۲۰۰۱)